# Ernesto Schiaparelli
Ernesto Schiaparelli va néixer el 12 de juliol de 1856 a Occhieppo Inferior, en l'actual Província de Biella (llavors Novare), al Piemont, i morí el 14 de febrer de 1928 a Torí. Fou un arqueòleg i egiptòleg italià, que va dedicar la seva vida a l'antic Egipte, exercint com a senador al final de la seva vida.

## Biografia
Ernesto Schiaparelli pertanyia a una família d'universitaris molt coneguts; seu pare Luigi Schiaparelli, va ensenyar Història a la Universitat de Torí, Giovanni Virgili Schiaparelli era astrònom, Celestino Schiaparelli, especialista en Llengua i Civilització àrab, Cesare Schiaparelli, pioner de la fotografia, Carlo Felice Schiaparelli, agrònom i Giovanni Battista Schiaparelli, pioner de la indústria química.
Després de cursar estudis a Torí amb Francesco Rossi (1827-1912) ia París, a la Sorbona, amb Gaston Maspero (1846-1916), entre 1877 i 1880, Ernesto Schiaparelli va ser nomenat, el 1881, director de la secció egípcia del Museu arqueològic de Florència, després superintendent d'Antiguitats del Piemont i finalment, el 30 de setembre de 1894, responsable de la col·lecció d'antiguitats egípcies del Museu Egipci de Torí, que ho farà el segon del món després del Museu d'Antiguitats Egípcies.
El 1903 creà la missió arqueològica italiana a Egipte, que dirigeix durant disset anys. Efectuar 12 missions a Egipte, entre les quals destaquen: a Hemanieh, on descobreix una necròpoli predinàstica així com diverses sepultures grecoromanes i coptes, a Gebelein, excavant tombes predinàstiques, on una contenia un teixit sobre el qual es van pintar unes cares humanes, a Guiza, Asyut, Assuan, Hermòpolis Magna, Vall d'Abbeville, i Heliòpolis.
De 1903 a 1906, explorà més de vuitanta tombes, ja espoliades, a la Vall de les Reines, on descobreix l'esplèndida tomba de la reina Nefertari (l'anomenada QV66), la gran esposa real de Ramsès II, i descobrí també les sepultures de Khaemwaset (QV44), Amonherkepershef i Sethherkepershef, fills de Ramsès III, i la d'Ahmosis, una princesa de la dinastia XVII. Finalment, el 1906, retira una sepultura, intacta, encara segellada que contenia els sarcòfags de fusta de l'arquitecte reial Kha, que va viure durant el regnat d'Amenhotep II (Amenofis II), i de la seva esposa Merit; encara es conservaven les flors seques dipositades sobre les tapes. Després d'aquest esplèndid descobriment, la missió italiana prossegueix les seves excavacions a Egipte fins al 1937.
Massa ocupat, Schiaparelli no va publicar els seus treballs i a la seva mort, el 1928 a Torí, els informes que deixà són massa escarits, i amb ell, desapareixè la nombrosa informació sobre els llocs excavats, els objectes i el context en el qual es van descobrir. Però ens deixa un estudi del Llibre dels Morts, en tres volums, i un museu ple de milers d'objectes.

## Publicacions
- Del sentiment religiós degli Egiziani. Del sentiment religiós dels Egipcis, 1877.
- Il Llibre del Funerali degli Antichi Egiziani. El Llibre dels funerals dels antics Egipcis, 3 vol., 1881-1890.
- Les Hypogées de Thebes. Hipogeus de Tebes, 1889.